# Glad Girls
Glad Girls è un brano musicale scritto da Robert Pollard e pubblicato nell'album dei Guided by Voices del 2001 Isolation Drills; venne poi pubblicato nello stesso anno come singolo in Giappone e in Nuova Zelanda dalla TVT Records/Festival Mushroom. Nel 2003 venne incluso nella raccolta The Best of Guided By Voices: Human Amusements at Hourly Rates e nel cofanetto Hardcore UFOs: Revelations, Epiphanies and Fast Food in the Western Hemisphere;

## Tracce singolo
Tutti i brani sono scritti da Robert Pollard
Lato A
1. Glad Girls – 3:49

Lato B
1. North American Vampires – 1:07
2. On With The Show – 3:36
3. Isolation Drills – 2:41

## Formazione
- Robert Pollard
- Doug Gillard
- Jim MacPherson
- Nate Farley
- Tim Tobias